# 上下浜駅
上下浜駅（じょうげはまえき）は、新潟県上越市柿崎区にある、東日本旅客鉄道（JR東日本）信越本線の駅である。

## 歴史
- 1950年（昭和25年）7月25日：仮乗降場として開設。上下各3本が停車[1][2]。
- 1952年（昭和27年）7月25日：駅に昇格[1][3]。
- 1971年（昭和46年）12月1日：荷物の扱いを廃止[4]。無人駅となる[5]。
- 1987年（昭和62年）4月1日：国鉄分割民営化により、JR東日本の駅となる[3]。
- 2012年（平成24年）5月1日：名誉駅長を配置[6]。
- 2015年（平成27年）3月14日：直江津駅のえちごトキめき鉄道への移管に伴い、地区管理駅を長岡駅に変更。

## 駅構造
相対式ホーム2面2線を持つ地上駅である。両ホームは跨線橋で連絡している。
長岡駅管理の無人駅であるが、駅および駅周辺の美化活動を行うボランティアとしてJR東日本OBに名誉駅長を委嘱している。駅舎は待合室のほか、乗車駅証明書発行機、トイレなどがある。

### のりば
| 番線 | 路線      | 方向 | 行先           |
| ---- | --------- | ---- | -------------- |
| 1    | ■信越本線 | 下り | 柏崎・長岡方面 |
| 2    | ■信越本線 | 上り | 直江津方面     |

※番線番号は駅掲示時刻表にのみ表記されている。駅舎側の下りホームが1番線である。

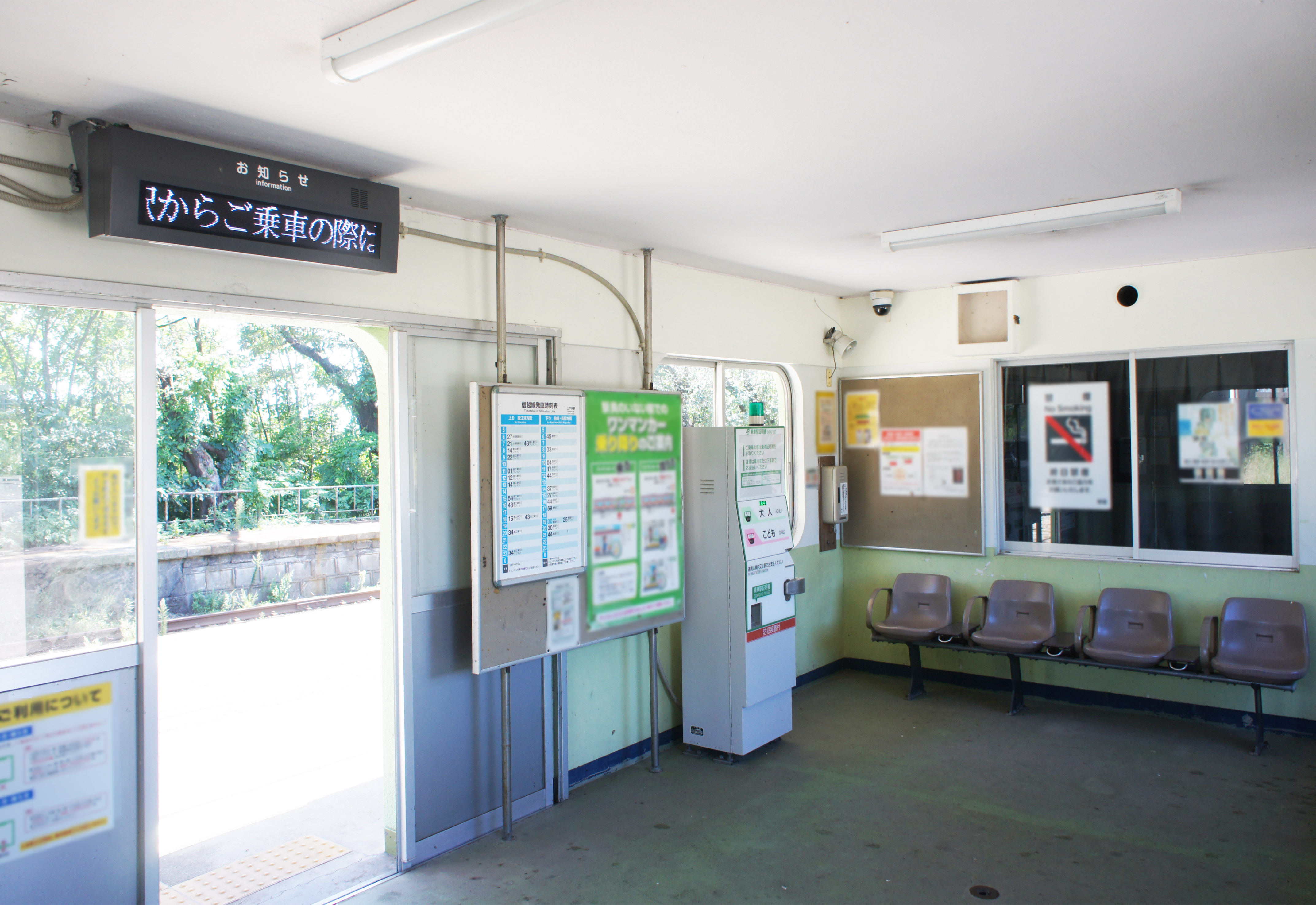
待合室（2021年9月）
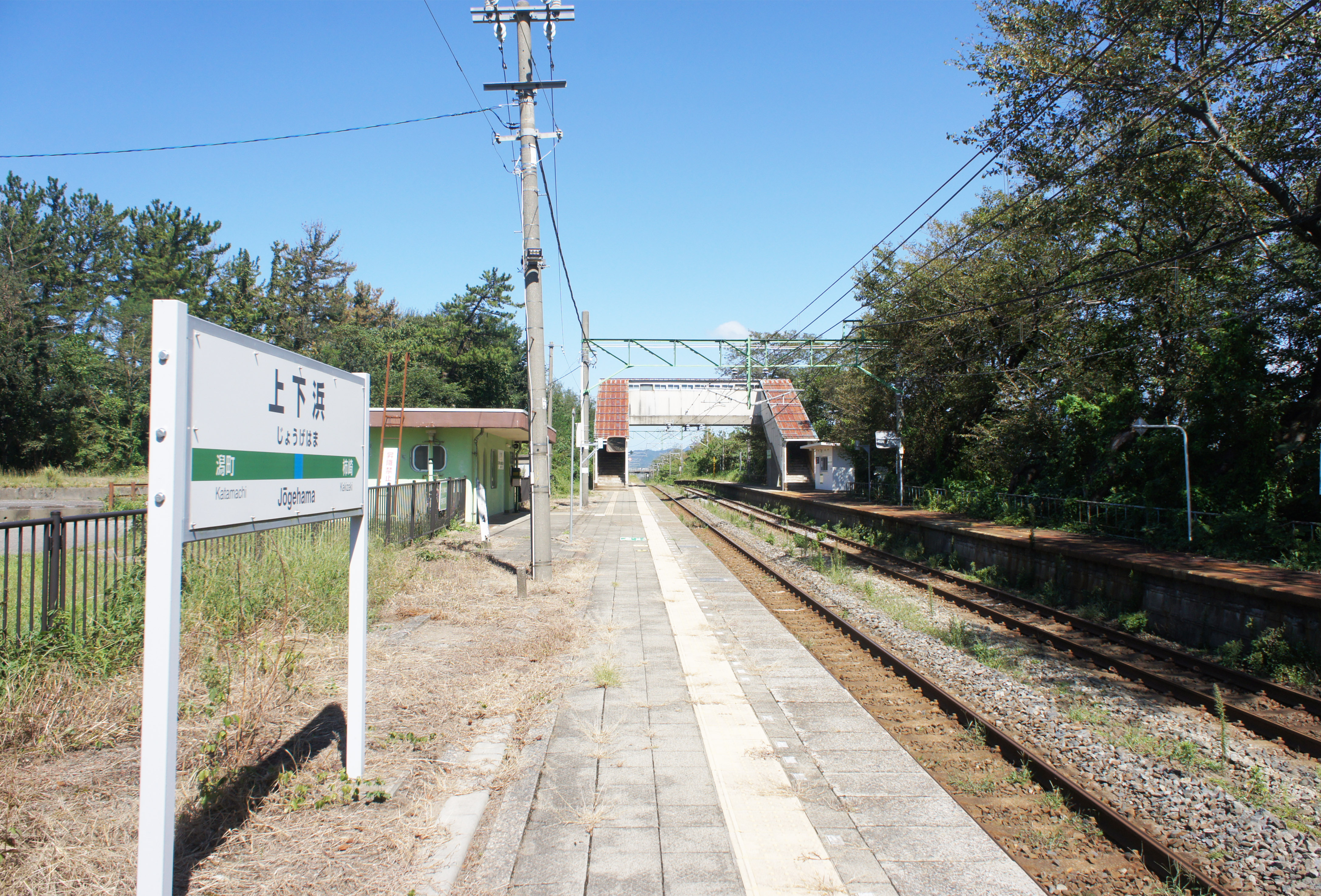
ホーム（2021年9月）

## 利用状況
「上越市統計要覧」によると、2003年度（平成15年度）- 2010年度（平成22年度）の1日平均乗車人員の推移は以下のとおりであった。なお、利用客数は増加傾向にあった。
| 乗車人員推移       | 乗車人員推移     | 乗車人員推移 |
| 年度               | 1日平均 乗車人員 | 出典         |
| ------------------ | ---------------- | ------------ |
| 2003年（平成15年） | 111              | [ 8 ]        |
| 2004年（平成16年） | 102              | [ 8 ]        |
| 2005年（平成17年） | 115              | [ 8 ]        |
| 2006年（平成18年） | 127              | [ 8 ]        |
| 2007年（平成19年） | 142              | [ 9 ]        |
| 2008年（平成20年） | 135              | [ 9 ]        |
| 2009年（平成21年） | 143              | [ 9 ]        |
| 2010年（平成22年） | 141              | [ 9 ]        |

## 駅周辺
春になると桜が咲く。
- 上越市公民館 川西分館
- 上下浜郵便局
- 川西海水浴場
- 上下浜温泉
- 国道8号
- 北陸自動車道
- 上越市立上下浜小学校
- 大和ハウス工業 新潟工場
- 坂田池（桜の咲く時期には観桜会が開かれる）
- 長峰池
  - 長峰城跡
- 道の駅よしかわ杜氏の郷

## バス路線
2025年（令和7年）3月時点での情報を示す。吉川区方面への路線（81）と信越本線の並行路線（3）がある。
「上下浜駅前」停留所
- 頸北観光バス
  - 81 吉川西部循環線

「上下浜東」停留所（駅から北西へ徒歩5分）
- 頸城自動車
  - 3 浜線

## 隣の駅
東日本旅客鉄道（JR東日本）
■信越本線
■快速（夕方下り1本のみ停車）・■普通
潟町駅 - 上下浜駅 - 柿崎駅